# Є такий хлопець
«Є такий хлопець» — український радянський художній фільм, знятий 1956 року на Кіностудії імені Олександра Довженка режисером В. Івченком. Прем'єра фільму відбулося 26 липня 1956 року.
Фільм знятий за мотивами роману Олександра Андрєєва «Широка течія».

## Сюжет
Молодий робітник автомобілебудівного заводу Андрій Карнілін через любовні негаразди з дочкою начальника заводу Люсею не виконує виробничий план, свариться з друзями, починає випивати. Йому на допомогу приходять бригадир і його прийомна дочка Тетяна Оленіна, інженер-конструктор заводу. Карнілін вступає у вечірню школу, створює власну бригаду і незабаром стає передовиком праці. Їх дружні стосунки з Тетяною переростають в романтичні. Тим часом Люся провалює іспити в інститут і теж приходить працювати на завод. Вона влаштовується контролером в бригаду Карніліна і марно намагається повернути його прихильність...

## У ролях
- Альфред Шестопалов — Антон Карнілін,
- Володимир Васильєв — Грішоня,
- Микола Гринько — Сарафанов,
- Олег Голубицький — Безводов,
- Олексій Бахарь — Дар'їн,
- Ніна Крачковська — Люся,
- Наталя Фатєєва — Таня,
- Микола Бармін — Фірсонов,
- Олександр Смирнов — Семійонов
- Костянтин Музиченко — Полутєнін
- Доміан Козачковський — Самилкін
- Петро Масоха — Костромін
- Єлизавета Кузюріна — Надія Павлівна
- Катерина Литвиненко — Єлизавета Дмитрівна

## Творча група
- Автор сценарію: Олександр Андрєєв
- Режисер-постановник: Віктор Івченко
- Оператор-постановник: Сергій Ревенко
- Композитор: Аркадій Філіпенко
- Художник-декоратор: Максим Ліпкін
- Режисер: Василь Масарик
- Звукооператор: Софія Сергієнко
- Текст пісень: А. Алтайського
- Художник по костюмах: Олександра Петрова
- Художник по гриму: Л. Лисовська
- Монтажер: С. Роженко
- Директор картини: І. Ободинський